# La vampa d'agosto
La vampa d'agosto è un romanzo di Andrea Camilleri, pubblicato nel 2006, dalla casa editrice Sellerio. È il decimo romanzo con protagonista il commissario Salvo Montalbano, ed è stato adattato per la TV nel 2008.

## Trama
Livia chiede a Montalbano di cercare una casa sul mare in affitto per la settimana di Ferragosto, per una famiglia di suoi amici genovesi con un bambino piccolo. Solo per un caso fortunato il commissario, nell'affollamento del mese di agosto, riesce a trovare una villa proprio come la vuole Livia. Ben presto però la scelta di Montalbano non apparirà così fortunata.
I guai cominciano già fin dal terzo giorno di vacanza della famiglia genovese. Durante la notte la casa viene invasa dagli scarafaggi. Dopo la disinfestazione sembra tornata la normalità che invece si rompe il quinto giorno per una seconda invasione: questa volta di piccoli topi. Seconda disinfestazione. La terza invasione non è senza conseguenze. L'amica di Livia, Laura aveva coraggiosamente fronteggiato le scorrerie dei topi ma questa volta non resiste all'attacco di ragni d'ogni genere che scorrazzano per la cucina. Per lo spavento e il ribrezzo cade svenuta ferendosi alla testa. A complicare le cose ci si mette il gatto randagio, che ostinatamente il piccolo Bruno ha voluto adottare chiamandolo Ruggero. Il marito di Laura, Guido, per soccorrere la moglie corre inciampando proprio nel gatto, che per conto suo stava scappando dal trambusto, e cadendo si ferisce anche lui. Nel frattempo il piccolo, risvegliato dal rumore, scendendo dal letto fa cadere un bicchiere d'acqua dal comodino e si ferisce un piede su i frammenti di vetro. Insomma non si salva nessuno della disgraziata famiglia genovese, neppure il gatto che dallo scontro con Guido è rimasto zoppicante.
Quando tutto sembra finalmente risolto e tornata la pace, il bambino scompare insieme al gatto Ruggero nel cortile della villetta.
Sarà proprio il gatto, che appare e scompare, che farà ritrovare dal commissario Montalbano, chiamato da Livia in veste ufficiale, il bambino scomparso. Seguendo le tracce del gatto e ottenendone l'interessata collaborazione con piattini di pesce, Montalbano scopre che il bambino si è andato a ficcare in quella che, inizialmente, sembra essere una cavità del terreno vicino alla villetta.
I vigili del fuoco, intervenuti per soccorrere Bruno, scoprono che in realtà la cavità è un piano della villetta, fatto costruire abusivamente e poi sotterrato in attesa dell'immancabile condono edilizio. Era da lì che venivano le invasioni. La curiosità e l'intuito dello sbirro fanno scoprire a Montalbano in un vecchio baule che non capiva che cosa ci facesse nel salone del tutto vuoto del piano abusivo, il cadavere di una ragazza sedicenne, stuprata anche analmente e uccisa anni prima e avvolta in teli di plastica.
Inizialmente Montalbano sospetta il figlio del primo proprietario della casetta, un ragazzo tedesco di padre siciliano, morto anch'esso poco dopo la ragazza, che pare fosse matto. Ma la verità viene poco alla volta a galla, anche grazie alla bellissima Adriana, gemella della vittima, e la storia da grottesca diviene tragica coinvolgendo Montalbano che per la prima volta ne esce sconfitto professionalmente e sentimentalmente.

## Edizioni
- Andrea Camilleri, La vampa d'agosto, Seconda ed., collana La memoria, Sellerio, 2006,  pp. 271, cap. 19, ISBN 88-389-2144-X.